# Zapadna Virginia
Zapadna Virginia (izv. West Virginia), 35. država u SAD-u nastala 20. lipnja 1863. Prostire se glavnim dijelom na gorju Allegheny i Appalachian nižim predjelima prema rijeci Ohio na n.e. SAD-a. Ima površinu od 62.758km² (24.231 četvornih milja) i ima 1.808.344 stanovnika (2000). Glavni i najveći grad je Charleston. zapadna Virginia graniči s državama Kentucky, Maryland, Ohio, Pennsylvania i Virginia.

## Zemljopis
Istok zemlje je planinski u kojem se sa sjeveroistoka prema jugozapadu protežu planine Allegheny, dok prema zapadu teren postaje niže. najviši vrh je Spruce Knob, visok 1.482 m (4.863 stope). S gorja na istok teku rijeke Guyandotte i New i Elk koje formiraju Kanawhu, i ulijevaju se u Ohio koji čini zaapdnu granicu države. Uz njih ističu se i Greenbrier, Potomac i Monongahela. Najveća jezera su Tygart Lake s istoimenim državnim parkom i Bluestone Lake na New Riveru kod Hintona.

## Gospodarstvo
Rudarstvo (ugljen) je najvažnija industrijska grana Zapadne Virginije, a slijede ga stočarstvo, kemijska proizvodnja, staklarstvo i turizam.

## Stanovništvo
Jedino domorodačko pleme Indijanaca čiji je dom bila Zapadna Virginia, bijahu danas nestali Moneton, dok su od drugih plemena na njezinom tlu, u raznim periodima, dolazili Cherokee iz Tennesseeja, Conoy Indijanci iz New Jerseya, Honniasont i Susquehanna iz Pennsylvanije i Shawnee. 

## Okruzi (Counties)
Zapadna Virginia se sastoji od 55 okruga (counties)

## Državni parkovi
U Zapadnoj Virginiji postoi 35 državnih parkova i 7 državnih šuma

## Gradovi
Gradovi preko 6,000 stanovnika (2000):
- Beckley  (17,254), okrug Raleigh
- Bluefield  (11,451), okrug Mercer
- Bridgeport  (7,306), okrug Harrison
- Charleston  (53,421), okrug Kanawha
- Cheat Lake (6,396), okrug Monongalia
- Clarksburg  (16,743), okrug Harrison
- Cross Lanes (10,353), okrug Kanawha
- Dunbar  (8,154), okrug Kanawha
- Elkins  (7,032), okrug Randolph
- Fairmont  (19,097), okrug Marion
- Huntington  (51,475), okrug Cabell
- Martinsburg (14,972), okrug Berkeley
- Morgantown  (26,809), okrug Monongalia
- Moundsville  (9,998), okrug Marshall
- Nitro (6,824), okrug Kanawha County
- Oak Hill  (7,589), okrug Fayette
- Parkersburg  (33,099), okrug Wood
- Pea Ridge (6,363), okrug Cabell
- Princeton  (6,347), okrug Mercer
- South Charleston (13,390), okrug Kanawha
- St. Albans  (11,567), okrug Kanawha
- Teays Valley (12,704), okrug Putnam
- Vienna (10,861), okrug Wood
- Weirton  (20,411), okrug Hancock
- Wheeling  (31,419), okrug Ohio